# ウッセイノウ・ゲイ
ウッセイノウ・ゲイ（Ousseynou Guèye、1958年10月9日- ）は、セネガルの柔道家。 1984年の夏季オリンピックで男子ハーフミドル級に出場した。